# Dárivka (Jersón)
Dárivka (en ucraniano: Дар'ївка) es un pueblo ucraniano perteneciente al óblast de Jersón. Situado en el sur del país, forma parte del raión de Jersón y es centro del municipio (hromada) homónimo.

## Toponimia
El nombre del lugar en ruso es Dárevka (en ruso: Дарьевка).

## Geografía
Dárivka está situado en la margen derecha del río Injuléts, 23 km al noreste de Jersón. 

## Historia
El pueblo fue fundado en 1780 por el conde Fiódor Comstadius, descendiente de una famosa familia sueca, siendo parte del vólost de Mikilske del uyezd de Jersón de la gobernación de Jersón del Imperio ruso.
El raión de Bilozerka fue abolido en julio de 2020 como resultado de la reforma administrativa de los distritos de Ucrania, que redujo el número de raiones del óblast de Jersón a cinco, fusionando el territorio del raión de Bilozerka, incluido Dárivka, con el raión de Jersón.
Durante la invasión rusa de Ucrania, las unidades de la defensa territorial de Jersón se desplegaron en Dárivka en las primeras horas de la mañana del 25 de febrero para defender su puente sobre el río Injuléts de los paracaidistas rusos. Se retiraron poco después de ser desplegadas debido al riesgo de ser flanqueadas, ya que las fuerzas rusas habían recuperado el control del puente de Antónivka.El 23 de julio, el ejército ucraniano bombardeó el puente de Dárivka sobre el río Injúlets, causando daños importantes e interrumpiendo las líneas de suministro del ejército ruso.El ejército ruso detonó el puente en Dárivka el 9 de noviembre de 2022 en medio de su retirada de la orilla derecha del Dniéper. Junto con la ciudad de Jersón, Dárivka fue liberada de las tropas de ocupación el 11 de noviembre de 2022 durante la contraofensiva ucraniana en Jersón.

## Demografía
La evolución de la población de Dárivka entre 1886 y 2001 fue la siguiente:
| 169                                                           | 3197 | 2855 |
| (Fuente: Cities & Towns of Ukraine y UKRAINE: Größere Städte) |      |      |

Según el censo de 2001, la lengua materna de la mayoría de los habitantes, el 84,6%, es el ucraniano; del 14,16%, el ruso.

## Infraestructura

### Transporte
La autopista M 14 atraviesa el pueblo.